# Badende vrouw (Jan van Eyck)
Het schilderij Badende vrouw naar Jan van Eyck is een werk dat gemaakt werd omstreeks 1500 door een onbekende kunstenaar, naar een verloren gegaan schilderij door Jan van Eyck. Het oorspronkelijke werk van Jan van Eyck is bekend dankzij een schilderij van Willem van Haecht: De kunstkamer van Cornelis van der Geest, bewaard in het Rubenshuis in Antwerpen. Van Eyck’s “Badende vrouw” hing blijkbaar in de kunstkamer van Cornelis van der Geest.
Na diens overlijden werd het werk aangekocht door Pieter Stevens. In een verkoop catalogus wordt het beschreven als een werk van Jan van Eyck dat de vrouw van de artiest zou voorstellen. Na het overlijden van Pieter Stevens in 1668 verdwijnt het werk. De werken die in de kunstkamer getoond werden, waren volgens de kunsthistorici, als men rekening houdt met de schaal van het werk van Willem van Haecht op exacte grootte geschilderd. Max Friedländer berekende de grootte van het paneel van de Badende vrouw  op 90 bij 60 cm hetzij dicht in de buurt van de afmetingen van het Portret van Giovanni Arnolfini en zijn vrouw.

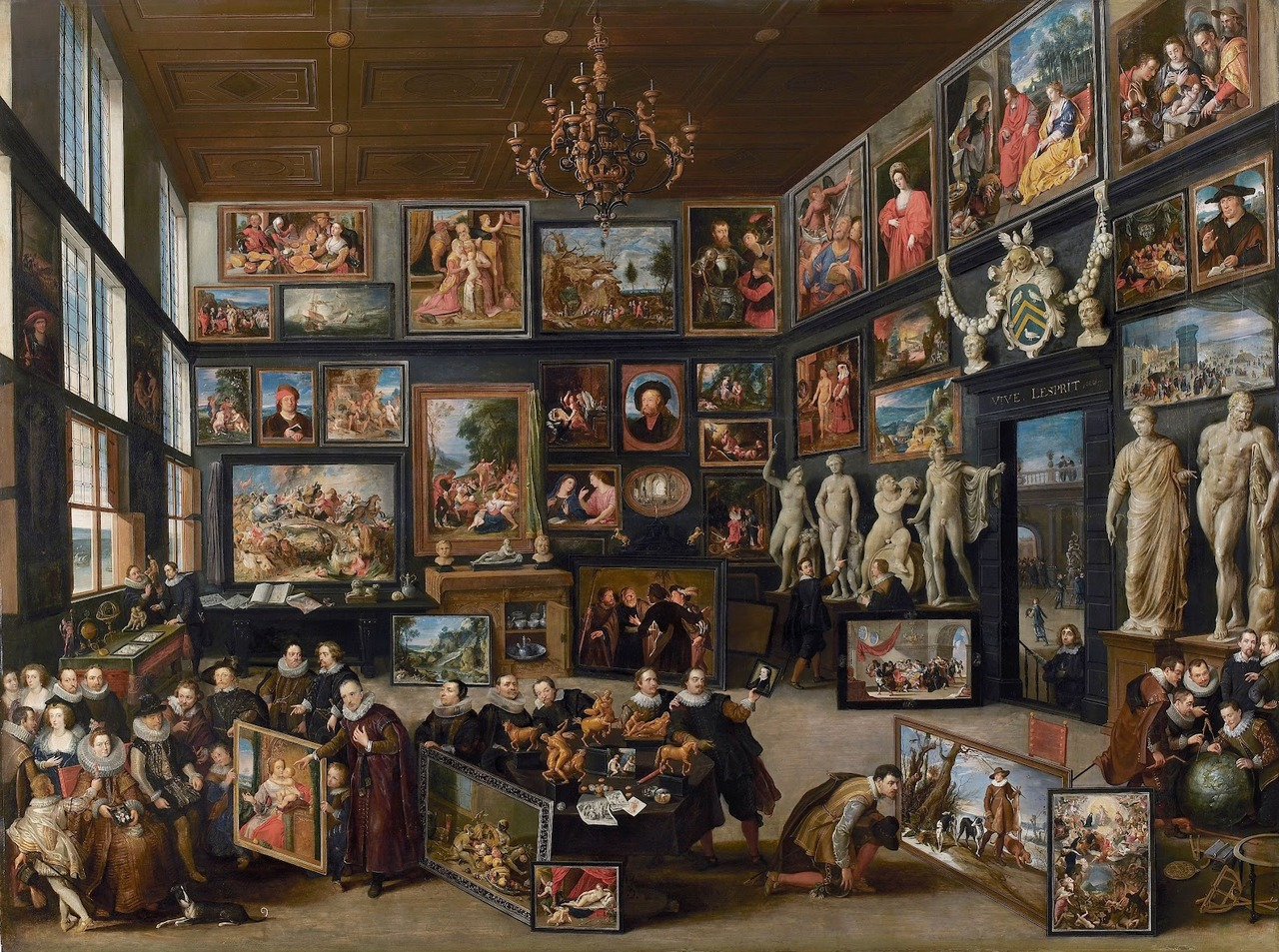
Willem van Haecht De kunstkamer van Cornelis van der Geest.

## Beschrijving
Het werk toont een naakte vrouw staande in een kamer met naast haar een dienstmeisje in een rode jurk. Met haar rechterhand neemt ze een spons uit een wasbekken en in haar linkerhand houdt ze een handdoek waarmee ze haar intieme delen bedekt. De kamer wordt verlicht door een venster rechts van de vrouw en voor het venster hangt een grote concave spiegel waarin beide figuren weerspiegeld worden. Het venster kan worden gesloten met houten luiken. Het wasbekken staat op een kastje onder het raam. Rechts achter het dienstmeisje zien we het hemelbed en daarnaast, achter de vrouw een kast. De zoldering is uitgevoerd met houten balken. Vooraan zit er een hondje op de vloer maar dat is nauwelijks zichtbaar gebleven. Op de plankenvloer zien we nog een paar houten schoenen en voor het kastje staat een vouwstoel tegen de muur.

## Relatie met het Arnolfini portret
De opbouw van beide werken is vrij gelijkaardig. We zien een bijna gelijke kamer met een gelijkaardige indeling: raam op dezelfde plaats, vergelijkbare zoldering en vloer, bed aan de rechterzijde, klein kastje onder het raam, houten schoenen en een hondje op de vloer. De spiegel is anders geplaatst en de personen staan meer naar voor in het Arnolfini portret. Beide werken zouden ook ongeveer even groot geweest zijn. Al deze toch frappante gelijkenissen hebben ertoe geleid dat sommigen het zijn gaan beschouwen als twee delen van een diptiek, anderen verwerpen dan weer deze thesis.